# Projet 1400
Projet 1400, ou classe Zhuk selon la dénomination de l'OTAN, est une série de petits bâtiments de patrouille et de surveillance frontalière qui ont été développés et construits en grand nombre en Union soviétique pendant la guerre froide et exportés vers de nombreux pays et plus tard en république autonome de Crimée (Ukraine). Le pseudonyme du projet est « Grif » (en russe : Гриф, « griffon »).

## Historique
En 1967, la classe de navires issus du Chantier naval Almaz, a été développée comme une solution pour de nombreuses tâches, qui en plus des tâches classiques de patrouille et de protection des frontières comprenaient également la formation des pilotes et la recherche et sauvetage.
La durée des missions en mer a été conçue avec seulement cinq jours de fonctionnement sans ravitaillement pour un équipage de neuf marins.
Plusieurs versions ont été développées :
- Projet 1400[1] : bâtiment de protection des frontières pour équiper le KGB avec un armement diversifié.
- Projet 1400A : version non armée avec un équipage de 7 marins.
- Projet 1400E : base du 1400 avec doublement de l'armement.
- Projet 1400M : amélioration de la vitesse à 30 nœuds.
- Projet 1400ME : deux tourelles de tir.

## Opérateurs
- Garde-côtes de Russie : 25 navires (P-1400) ;
- Abkhazie : 8 navires ;
- Garde maritime ukrainienne : 7 navires à la 5e brigade de Balaklava, 15 navires à la 18e brigade d'Odessa et 2 navires à la Marine russe ;
- Marine ukrainienne : 1 navire Skadovsk (P170) ;
- Forces armées azerbaïdjanaises : 1 navire pour la flottille de la Caspienne ;
- Estonie : 2 navires (1991 à 2001).

### Autres pays
- Cambodge : trois navires acquis en 1975 ;
- Forces armées cubaines : 40 navires transférés entre 1971 et 1980 (une dizaine encore en service) ;
- Domaine militaire de Maurice : 2 navires en 1990 ;
- Marine syrienne : 8 navires ;
- Marine irakienne : 5 mis hors de combat en 1991 et 1993.

## Des navires en images

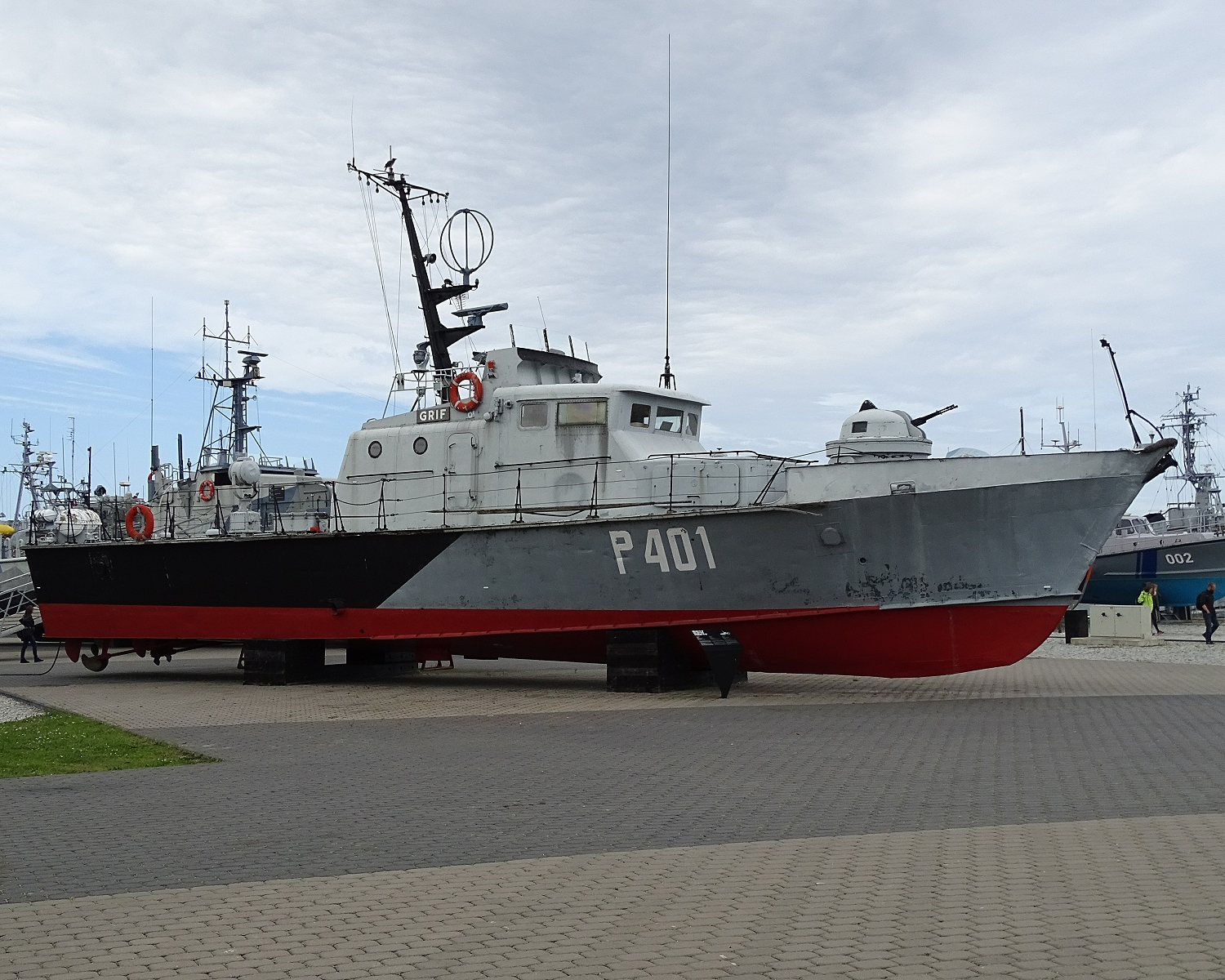
Projet 1400 Grif (Musée de Tallinn)
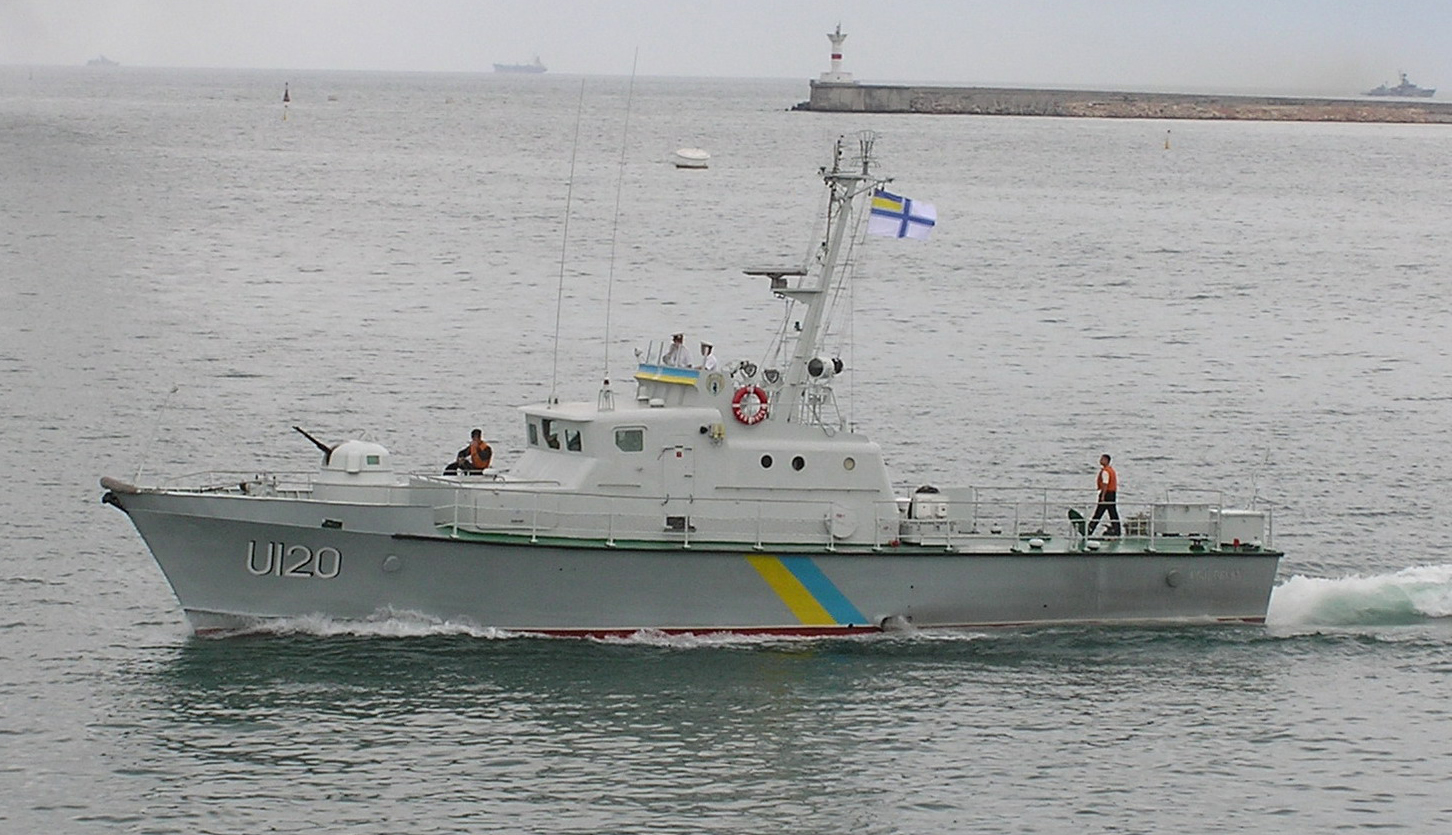
Projet 1400M U170
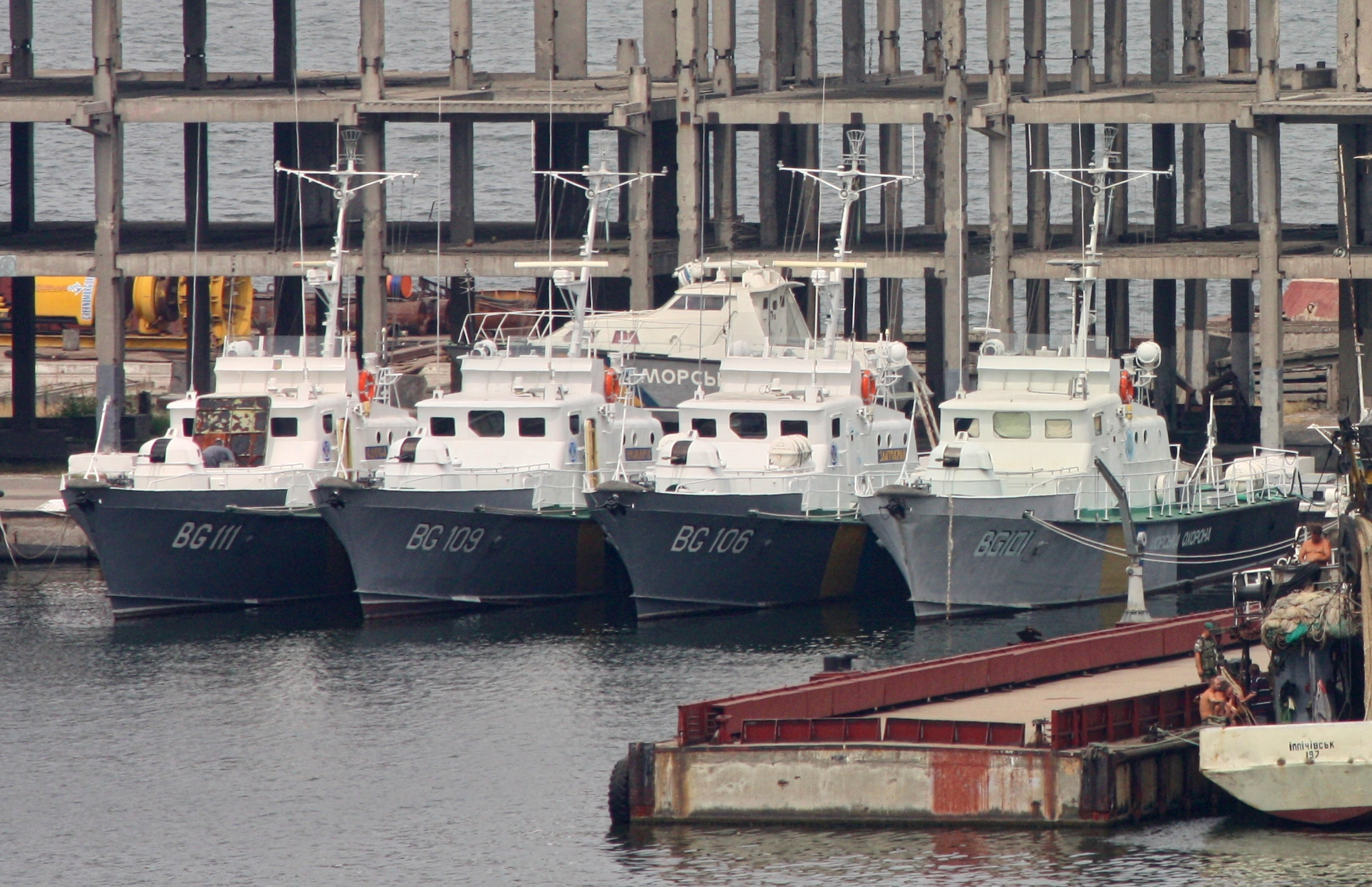
Garde maritime ukrainienne